# Succès à l'italienne
Pour plus de détails, voir Fiche technique et Distribution.
Succès à l'italienne (Scusi, dov'è il Nord Est?) est un film documentaire réalisé par Stefano Missio et diffusé sur Arte le 19 juillet 2001.

## Synopsis
Succès à l'italienne est un film documentaire sur deux self-made men italiens. Par le récits de leurs vies, le film raconte les origines du prodigieux développement économique de la région du nord-est de l'Italie : Paolo Rapuzzi, producteur de vin, a risqué tout ce qu'il avait économisé dans la production d'une variété de raisin presque oublié et interdite par la loi italienne, le Schioppettino ; Edoardo Roncadin a émigré en Allemagne en tant qu'ouvrier et il a fini par devenir vendeur de glaces.

## Fiche technique
- Titre : Succès à l'italienne
- Titre original : Scusi, dov'è il Nord Est?
- Pays d'origine : Italie
- Format : couleur - 16:9 - Betacam numérique
- Durée : 47 minutes
- Chef opérateur : Tarek Ben Abdallah
- Monteur : Letizia Caudullo
- Musique : Giuseppe Napoli (compositeur)
- Produit par : On Line Productions (Paris) et Fandango (Rome) pour ARTE (France), Tele + (Italie)

## Production
C'est un documentaire de Stefano Missio (Italie, 2000, 47 min), sélectionné au concours DOC2000 au 18e Torino Film Festival. Écrit et réalisé par Stefano Missio.